# Wypaleniska (Bydgoszcz)

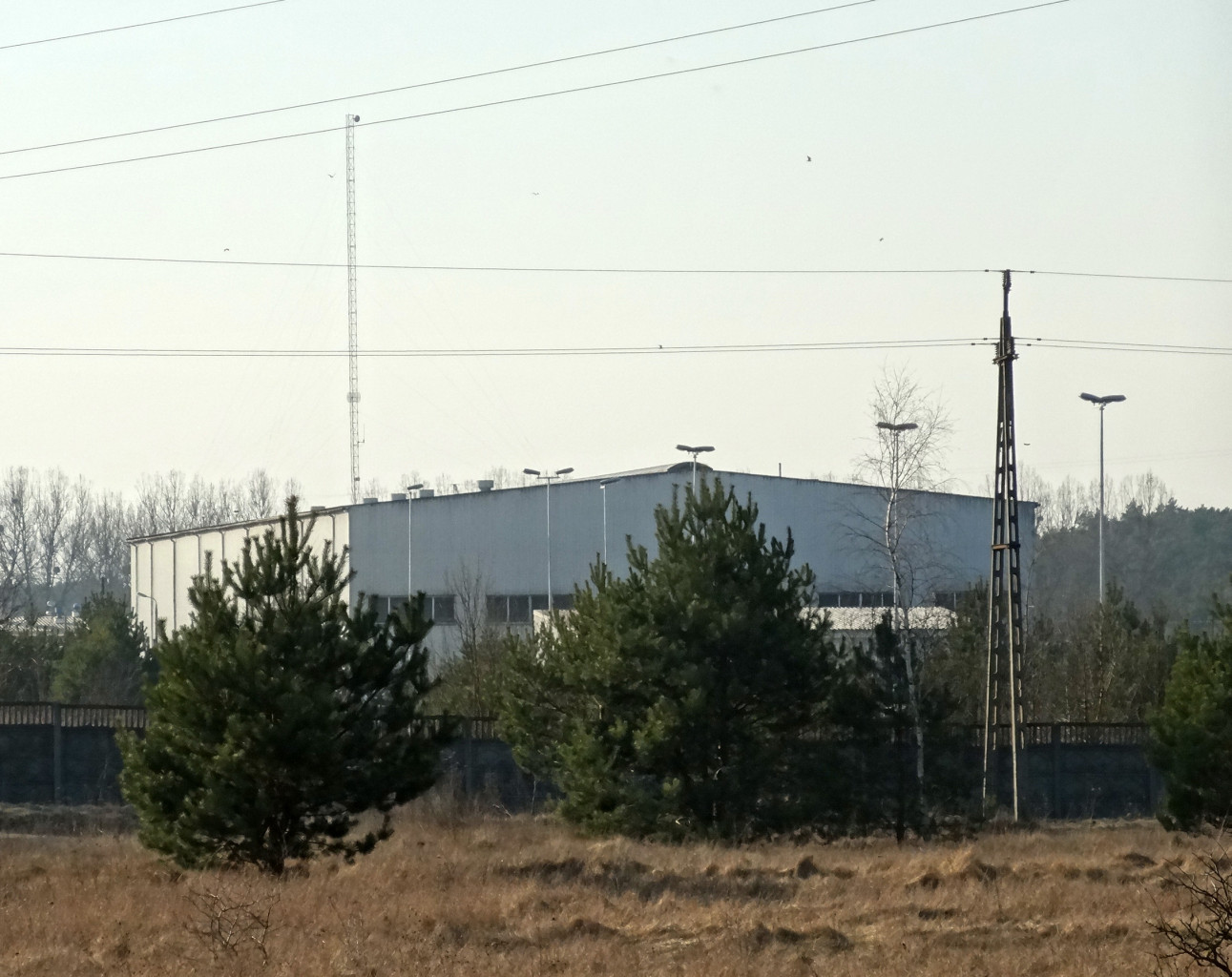
Fragment Kompleksu Unieszkodliwiania Odpadów

Wypaleniska (niem. Feyerland) – jednostka urbanistyczna (osiedle) w Bydgoszczy, położona w jego południowo-wschodniej części. Obejmuje głównie tereny leśne, należące do Puszczy Bydgoskiej. Mieści Miejski Kompleks Utylizacji Odpadów dla miasta Bydgoszczy. Sąsiaduje z wsią Wypaleniska.

## Położenie
Jednostka administracyjna Wypaleniska usytuowana jest na południowo-wschodnich rubieżach terytorium administracyjnego Bydgoszczy i zaliczana do południowo-wschodniej dzielnicy przemysłowej. Od zachodu sąsiaduje z nią jednostka Łęgnowo I, od północy – Łęgnowo II, a od wschodu i południa – gmina Solec Kujawski.
Pod względem fizyczno-geograficznym Wypaleniska leżą w makroregionie Pradolina Toruńsko-Eberswaldzka, w mezoregionie Kotlina Toruńska. Część północna należy do mikroregionu Miasto Bydgoszcz Południowe (terasa X ok. 68–70 m n.p.m.), natomiast część południowa do mikroregionu Wydmy Puszczy Bydgoskiej. Północną granicą jednostki jest Zbocze Łęgnowskie o wysokości względnej ok. 35 m.
Historycznie w skład obecnej jednostki urbanistycznej wchodzą dwa obszary: wcielony do Bydgoszczy 5 października 1954 roku Żółwin, który stanowi północną część obecnej jednostki urbanistycznej oraz część wsi Wypaleniska (254 ha) włączonej do terytorium miasta Bydgoszczy 1 sierpnia 1977 roku.

## Charakterystyka
Wypaleniska to jeden z najrzadziej zaludnionych terenów w Bydgoszczy, gdzie brakuje zabudowy mieszkaniowej. Zachowały się jedynie relikty dawnego folwarku Żółwin oraz wsi Wypaleniska. Najważniejszym obiektem, który determinuje charakter zagospodarowania terenu jest Międzygminny Kompleks Unieszkodliwiania Odpadów Komunalnych służący całej Bydgoszczy, jak również okolicznym gminom. Pozostały teren porasta las, który spełnia rolę ochronną niwelując w pewnym stopniu negatywny wpływ obiektu na lokalne środowisko. W części północnej znajduje się zrekultywowana zalesiona hałda popiołów węglowych z ECII.

### Granice
Wschodnie granice jednostki pokrywają się z granicą administracyjną miasta Bydgoszczy i gminy Solec Kujawski, granica północna przebiega na ulicy Nowotoruńskiej, a zachodnia w przybliżeniu na ogrodzeniu terenów przemysłowych dawnego Zachemu. Południowe rubieże to zalesiona część dawnej polany Wypaleniska. Osiedle przecina droga krajowa nr 10, docelowo – droga ekspresowa S10

### Nazwa
Nazwa jednostki nawiązuje do wsi Wypaleniska, powstałej w I połowie XIX wieku na wschodnim obrzeżu wielkiej polany leśnej, prawdopodobnie pożarzyska. Polana zaznaczona jest na mapach topograficznych z końca XVIII wieku, w XIX wieku zlokalizowano na niej kopalnię żwiru i piasku, a po II wojnie światowej dwukrotnie zmniejszyła swoją powierzchnię wskutek zalesienia. W latach 70. XX w. w miejscu dawnego żwirowiska zlokalizowano miejskie wysypisko śmieci.

### Ludność
W 1990 r. Wypaleniska zamieszkiwało 50 osób. W kolejnych latach liczba mieszkańców spadała, gdyż ze względu na bliskość wysypiska śmieci ludność została w większości przesiedlona.. Od 1998 r. nie mieszka na tym terenie więcej, niż 10 osób.

### Rekreacja
Tereny zielone w Wypaleniskach zajmują 90% powierzchni jednostki, z uwagi na pokrycie terenu Puszczą Bydgoską. Przez Wypaleniska przebiegają piesze szlaki turystyczne:  „Puszczański” z Bydgoszczy Łęgnowa do Gniewkowa, przecinający w poprzek Puszczę Bydgoską oraz  „Komputerków” poprzez Puszczę Bydgoską, jezioro Jezuickie do Solca Kujawskiego.

### Tereny chronione
Część obszaru Wypalenisk, leżąca na południe od drogi krajowej nr 10 (obwodnicy Bydgoszczy) należy do Obszaru Chronionego Krajobrazu Wydm Kotliny Toruńsko-Bydgoskiej.

## Historia
Jednostka urbanistyczna znajduje się na terenie dawnego folwarku Żółwin w części północnej oraz fragmentu wsi Wypaleniska w części południowej. Obie miejscowości położone są przy dawnym trakcie bydgosko-gniewkowskim, który w większości przebiegał przez Puszczę Bydgoską. Początki majątku Żółwin sięgają okresu staropolskiego. W późniejszym okresie majątek przeszedł w ręce niemieckie. Zarówno rozwój Żółwina, jak i Wypalenisk w XIX wieku wiązał się z powszechną w tych okolicach kolonizacją niemiecką.
Jeszcze przed I rozbiorem Polski na północ od Żółwina powstała osada Żółwin Mały. Obie oznaczono na mapie Schröttera z końca XVIII wieku. Na przełomie XVIII i XIX wieku na południe od folwarku istniała rozległa polana leśna, prawdopodobnie pożarzysko, przy której w I połowie XIX w. założono kolonię osadniczą Wypaleniska. Natomiast w Żółwinie Małym znajdowała się leśniczówka.
Według spisów miejscowości rejencji bydgoskiej z 1833 i 1860 r. w Żółwinie i Wypaleniskach mieszkali niemal wyłącznie ewangelicy w liczbie około 40 osób w Żółwinie i ponad 100 w Wypaleniskach. Ta ostatnia wieś wykazywała charakter rozwojowy, gdyż w 1860 r. odnotowano 174 mieszkańców w 29 domach. Żółwin należał do katolickiej parafii bydgoskiej i ewangelickiej w Łęgnowie, a Wypaleniska do parafii w Solcu. Dzieci z Żółwina Wielkiego uczęszczały do szkoły w Łęgnowie, z Żółwina Małego i Wypalenisk do szkoły w Otorowie.
Według opisu Jana Nepomucena Bobrowicza z 1846 r. folwarki Żółwin Mały i Wielki należały do majątku Czersk Polski, którego właścicielką była majorowa von Lippe, natomiast Wypaleniska (Soleckie Ogniska) były kolonią osadniczą, należącą do miasta Solca.
W okresie międzywojennym nadal istniał folwark i leśnictwo Żółwin oraz wieś Wypaleniska. Na pobliskiej polanie leśnej już od początku XX wieku funkcjonowała kopalnia piasku. W czasie II wojny światowej w sąsiedztwie miejscowości władze niemieckie zbudowały zamaskowany w Puszczy Bydgoskiej zakład produkcji materiałów wybuchowych DAG Fabrik Bromberg. Inwestycje budowlane objęły m.in. drogi w pobliżu Żółwina, które wybrukowano, bądź utwardzono płytami betonowymi. Po wojnie infrastrukturę wykorzystano dla uruchomienia Zakładów Chemicznych Zachem. Pod koniec wojny niemiecka ludność w większości wyjechała na zachód, a pozostałych wysiedlono.
Po II wojnie światowej zarówno Żółwin i Wypaleniska, jak i okoliczne miejscowości (Siedmiogóry, Łażyn) wyludniały się na rzecz bardziej atrakcyjnych osiedleńczo: Bydgoszczy i Solca Kujawskiego. Żółwin stał się zamarłą osadą, a południową cześć dawnej polany Wypaleniska zalesiono. W 1954 r. w obszar administracyjny Bydgoszczy włączono Żółwin razem z terenami przemysłowymi Zachemu oraz Emilianowem. 1 sierpnia 1977 roku włączono także część Wypalenisk z zamiarem ulokowania w dawnej żwirowni nowego miejskiego wysypiska śmieci. Stare wysypiska miejskie na Bielawach (między ul. Wyszyńskiego i Gajową) i Okolu (między ul. Nadrzeczną i Siedlecką) zamknięto w 1975 roku, a wysypisko na osiedlu Bydgoszcz Wschód przy ul. Inwalidów w 1985 r. Od 1990 r. właścicielem budowanego w Żółwinie-Wypaleniskach kompleksu utylizacji odpadów stała się gmina Bydgoszcz. Od połowy lat 90. XX w. kompleks na powierzchni 50 ha obejmował m.in. składowisko odpadów komunalnych, składowisko odpadów przemysłowych (mogilnik), grzebalnik dla zwierząt, małą elektrownię na biogaz. Zamieszkała tam przedtem nieliczna ludność została przesiedlona. Wkrótce w Wypaleniskach zamknięto szkołę, a na opuszczone pola zaczęła wchodzić sukcesja leśna.